# Home Counties
Home Counties è il nono album in studio del gruppo dance alternativo inglese Saint Etienne, pubblicato il 2 giugno 2017 da Heavenly Recordings. L'album presenta collaborazioni con Gerard Johnson, Augustus (noto anche come Gus Lobban dei Kero Kero Bonito) e Nick Moon (dei Kyte). L'album presenta la produzione di Shawn Lee, Carwyn Ellis e Richard X.

## Recensioni
Home Counties ha ricevuto recensioni generalmente positive dalla critica musicale. Su Metacritic, che assegna un punteggio normalizzato su 100 alle recensioni delle pubblicazioni tradizionali, l'album ha ricevuto un punteggio medio di 79, sulla base di 16 recensioni.

## Prestazioni commerciali
Home Counties ha debuttato al numero 31 della UK Albums Chart, vendendo 3.215 copie nella prima settimana.

## Tracce
1. The Reunion – 0:22
2. Something New – 3:17 (Sarah Cracknell, Bob Stanley, Pete Wiggs)
3. Magpie Eyes – 3:35 (Cracknell, Stanley, Wiggs)
4. Whyteleafe – 3:09 (Cracknell, Stanley, WiggsGus Lobban)
5. Dive – 4:49 (Cracknell, Stanley, Wiggs, Carwyn Ellis)
6. Church Pew Furniture Restorer – 1:53 (Cracknell, Stanley, Wiggs)
7. Take It All In – 3:25 (Cracknell, Stanley, Wiggs, Ellis)
8. Popmaster – 0:29
9. Underneath the Apple Tree – 2:35 (Cracknell, Stanley, Wiggs)
10. Out of My Mind – 3:58 (Cracknell, Stanley, Wiggs, Lawrence Oakley, Mark Waterfield)
11. After Hebden – 3:31 (Cracknell, Stanley, WiggsLobban)
12. Breakneck Hill – 1:39 (Cracknell, Stanley, Wiggs)
13. Heather – 3:58 (Cracknell, Stanley, Wiggs, Nick Moon)
14. Sports Report – 0:12
15. Train Drivers in Eyeliner – 3:17 (Cracknell, Stanley, Wiggs)
16. Unopened Fan Mail – 3:04 (Cracknell, Stanley, Wiggs, Robin Bennett)
17. What Kind of World – 3:08 (Cracknell, Stanley, Wiggs)
18. Sweet Arcadia – 7:44 (Cracknell, Stanley, Wiggs, Gerard Johnson)
19. Angel of Woodhatch – 2:14 (Cracknell, Stanley, Wiggs)